# Bănești (Prahova)
Bănești è un comune della Romania di 5 604 abitanti, ubicato nel distretto di Prahova, nella regione storica della Muntenia.
Il comune è formato dall'unione di 2 villaggi: Bănești e Urleta.

## Amministrazione

### Gemellaggi
Bănești è gemellata con:
- Policoro